# Andrew Taylor (baseball)
Pour les articles homonymes, voir Taylor et Andrew Taylor (homonymie).
Andrew Raymond Taylor (né le 18 août 1986 à Durham, Caroline du Nord, États-Unis) est un lanceur gaucher de baseball qui a joué en Ligue majeure pour les Angels de Los Angeles d'Anaheim en 2012.

## Carrière
Joueur du Wolfpack de l'Université d'État de Caroline du Nord, Andrew Taylor est drafté au 34e tour de sélection par les Angels de Los Angeles en 2008.
Taylor fait ses débuts dans le baseball majeur comme lanceur de relève pour les Angels le 27 septembre 2012. Il apparaît dans 3 matchs des majeures cette année-là, lançant deux manches et un tiers pour les Angels.